# Rhodobryum homalobolax
Rhodobryum homalobolax là một loài Rêu trong họ Bryaceae. Loài này được (Müll. Hal. ex Renauld) Paris miêu tả khoa học đầu tiên năm 1900.